# Tinajas
Tinajas é um município da Espanha na província de Cuenca, comunidade autónoma de Castilla-La Mancha, de área 46,56 km² com população de 370 habitantes (2004) e densidade populacional de 7,95 hab/km².

## Demografia
| Variação demográfica do município entre 1991 e 2004 | Variação demográfica do município entre 1991 e 2004 | Variação demográfica do município entre 1991 e 2004 | Variação demográfica do município entre 1991 e 2004 |
| --------------------------------------------------- | --------------------------------------------------- | --------------------------------------------------- | --------------------------------------------------- |
| 1991                                                | 1996                                                | 2001                                                | 2004                                                |
| 425                                                 | 380                                                 | 366                                                 | 370                                                 |